# 밀레니엄 맘보
《밀레니엄 맘보》(Millennium Mambo)는 2001년 개봉한 대만의 로맨틱 드라마 영화이다. 허우샤오셴이 감독을 맡았다.

## 출연

### 주연
- 서기
- 가오제
- 돤쥔하오
- 뉴청쩌
- 타케우치 준

## 기타
- 미술: 황 원잉